# أحمد بن بندار
أَبُو عَبْدِ اللهِ أَحْمَدُ بنُ بُنْدَارَ بنِ إِسْحَاقَ الأَصْبَهَانِيُّ الشَّعَّارُ الظَّاهِرِيُّ ( - ذو القعدة 359 هـ)، محدث وفقيه ظاهري.

## سيرته
درس المذهب على أبي بكر بن أبي عاصم، وسمع كتبه، وكان ثقة ظاهري المذهب. توفي في ذي القعدة سنة تسع وخمسين وثلاثمائة عن نيف وتسعين سنة.

## روايته للحديث النبوي
- سمع: إبراهيم بن سعدان، وعبيد بن الحسن الغزال، ومحمد بن زكريا، وعمير بن مرداس، وأبا بكر بن أبي عاصم، وطائفة.
- حدث عنه: أبو بكر بن مردويه، وعلي بن عبدكويه، وأبو بكر بن أبي علي، وأبو سعيد النقاش، وأبو نعيم الحافظ، وأبو سعد عبد الرحمن بن أحمد الصفار، وجماعة.

## أقوال العلماء عنه
- مرتبته عند علماء الجرح والتعديل:

- قال أبو نعيم الأصبهاني: ثقة.
- قال الذهبي: الإمام الفقيه البارع المحدث.
- قال خليل بن أيبك الصفدي: كان ثقة ظاهري المذهب.
- قال عبد الحي بن العماد الحنبلي: ثقة.